# Іван Корчинський
Іван Корчинський (біл. Іван Карчынскі; 1864, Тальне, Уманський повіт Київської губернії — 1935, Алітус)  — український і білоруський громадсько-політичний і церковний діяч, православний священик, журналіст та історик. Випускник Київської духовної семінарії. Автор агіографічних праць про свв. Гаврила Білостоцького та Афанасія Берестейського. Уклав монографію «История Литовской Православной Церкви, в связи с гражданскими событиями Великого княжества Литовского», яка залишилася в рукописі.

## Біографія
З 1890 інспектор церковно-парафіяльних шкіл Гродненської єпархії Відомства православного сповідання Російської імперії. З 1904 року ключар і протоієрей Борисо-Глібського монастиря в Гродно. Під час Першої світової війни в евакуації в Москві. В 1917 році — член Союзу білоруського православного духовенства. Член Гродненського управління і Гродненського БНК.
У квітні 1919 році увійшов до складу Литовської Таріби. Наприкінці 1919 року входив до складу Ради БНР. У вересні 1920 році виступив одним з ініціаторів білоруського антипольського партизанського руху в тісному зв'язку з Литвою. У 1921 році служив православним капеланом у литовському білоруському батальйоні. Був членом штабу організації В. Разумовіча «Хмари» в Меркині. Потім жив у Каунасі, був православним капеланом Литовської армії. Помер 2 липня 1935 у військовому шпиталі Алітуса.